# Patricia Evangelista
Patricia Evangelista és una periodista, investigadora i documentalista filipina. Centra la seva feina en les vivències traumàtiques de la població en contextos de conflictes armats, catàstrofes naturals i la lluita pels drets humans. Durant set anys va ser reportera de Rappler, agència de notícies independent filipina fundada per Maria Ressa, per a la qual va dur a terme i produir una sèrie de reportatges multimèdia i la sèrie «Impunitat», sobre la guerra contra les drogues que va impulsar el president Rodrigo Duterte. Aquesta sèrie va rebre el Premi de Premsa de Drets Humans, tres premis de la Societat d’Editors d’Àsia i va ser finalista del Premi Osborn Elliott de Periodisme. Ha estat guardonada, també, amb el Premi Kate Webb de periodisme excepcional en condicions de perill, i ha estat beneficiària de les beques de l’ASU Future Security, la Civitella Ranieri Foundation, el Dart Center for Journalism and Trauma i el Logan Nonfiction Program.
El seu llibre Some People Need Killing: A Memoir of Murder in My Country (Random House, 2023) relata amb detall la seva recerca sobre els assassinats extrajudicials que es van dur a terme entre el 2016 i el 2022 sota el mandat de Duterte. L'editorial Comanegra va publicar la traducció al català d'aquest assaig amb el títol Algú els ha de matar el 14 de maig de 2025.